# Martha Stocker

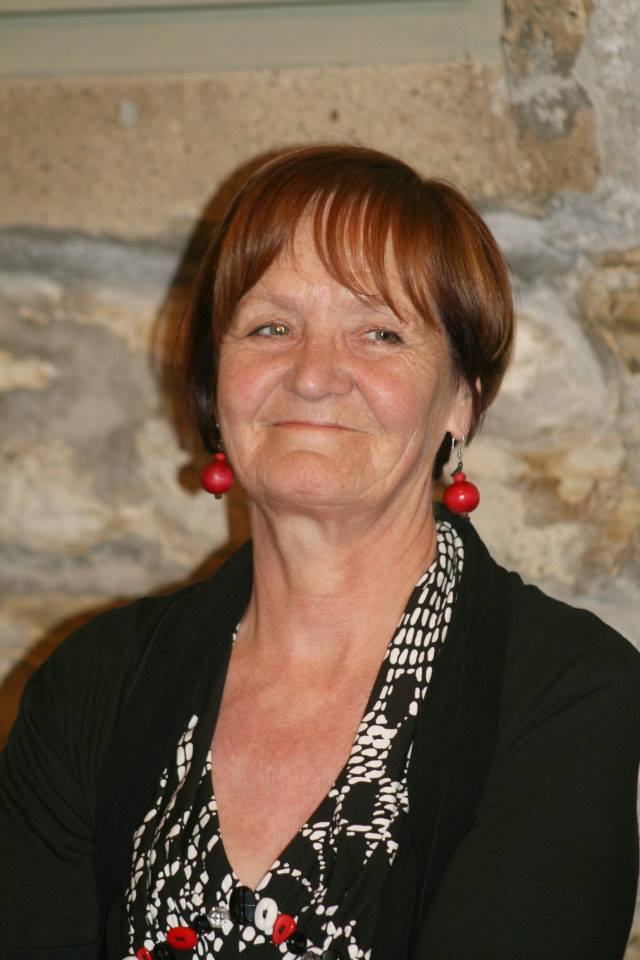
Martha Stocker (2013)

Martha Stocker (* 19. April 1954 in Kematen, Sand in Taufers) ist eine Südtiroler Politikerin der SVP.

## Leben
Nach einer Ausbildung an der LehrerInnenbildungsanstalt (LBA) war Stocker einige Zeit als Grundschullehrerin tätig. Stocker absolvierte anschließend ein Studium der Germanistik und Geschichte an der Universität Innsbruck, wo sie mit der Dissertation Beiträge zur Geschichte der Stadt Trient während der Zeit des Ersten Weltkrieges promovierte. Ab 1978 begann sie sich für verschiedene Bildungs- und Kultureinrichtungen zu engagieren, darunter die Südtiroler HochschülerInnenschaft und die Volkshochschule Pustertal. Von 1983 bis 1998 war Stocker Mittel- und Oberschullehrerin in Bozen und Koordinatorin der Abendhandelsoberschule Bozen. 1989 war sie an der Vorbereitung der Landesausstellung Option – Heimat – Opzioni beteiligt, die erstmals Geschehnisse und Folgen der Option in Südtirol öffentlich darstellte.
Innerhalb der Südtiroler Volkspartei war und ist sie in zahlreichen Gremien tätig: Von 1986 bis 2000 war sie Vorsitzende des SVP-Ausschusses für Schule, Kultur und Sport, seit 2006 Vorsitzende der Statutenkommission. Ebenfalls tätig war sie in der Landesjugendorganisation und im Vorstand des Bezirks Pustertal. Stocker war von 2000 bis 2011 Vorsitzende der SVP-Frauenbewegung.
Im Jahr 1998 wurde Stocker erstmals in den Südtiroler Landtag und damit gleichzeitig den Regionalrat Trentino-Südtirol gewählt. Von 2004 bis 2009 diente sie in der Regionalregierung Trentino-Südtirol als Assessorin, von 2004 bis 2006 war sie dort zudem Vizepräsidentin. Außerdem amtierte sie ab 2004 als Vizepräsidentin der Föderalistischen Union Europäischer Volksgruppen. Bei den Landtagswahlen 2008 kam Stocker auf 16.671 Vorzugsstimmen. In der Folge wurde sie als Assessorin der Regionalregierung bestätigt und wirkte dort von 2009 bis 2011 auch erneut als Vizepräsidentin. Mit 21.177 Vorzugsstimmen konnte Stocker bei den Landtagswahlen 2013 ein viertes Mal ein Mandat erringen. Im November 2013 übernahm sie jeweils kurzzeitig die Präsidentschaft des Landtags und die Vizepräsidentschaft des Regionalrats. Ab Jänner 2014 gehörte sie der Südtiroler Landesregierung an, in der sie im Kabinett Kompatscher I als Landesrätin die Zuständigkeiten für Gesundheit, Sport, Sozialwesen und Arbeit erhielt. Im Vorfeld der Landtagswahlen 2018 verzichtete sie auf eine erneute Kandidatur und schied in der Folge aus der aktiven Politik aus.

## Auszeichnungen
- 2008: Großes Goldenes Ehrenzeichen für Verdienste um die Republik Österreich[8]
- 2017: Einspieler-Preis[9]
- 2019: Verdienstkreuz des Deutschen Ordens[10]

## Publikationen
- Unsere Geschichte: Südtirol 1914–1992 in Streiflichtern. Athesia, Bozen 2007, ISBN 978-88-8266-490-9.
- Die Paketschlacht: Ringen um die richtige Entscheidung in der Südtirolfrage. Athesia, Bozen 2019, ISBN 978-88-6839-431-8.